# Вулиця Богдана Лепкого (Тернопіль)
Вулиця Богдана Лепкого — вулиця в житловому масиві «Сонячний» міста Тернополя. Названа на честь українського поета, прозаїка, літературознавця, критика, перекладача, видавця, публіциста, громадсько-культурного діяча, художника Богдана Лепкого. 

## Відомості
Розпочинається від проспекту Злуки, пролягає на північний схід, згодом — на північ та закінчується неподалік будинку №24 вулиці Генерала Мирона Тарнавського. На вулиці розташовані багатоповерхівки.

## Дотичні вулиці
Дотична вулиця одна — лівобічна — Захисників України.

## Установи
- «Нова пошта», відділення №19 (Богдана Лепкого, 2Б)
- Аптека ветеринарної медицини (Богдана Лепкого, 3)
- Бібліотека №4 для дітей (Богдана Лепкого, 6)
- Бібліотека №8 для дорослих (Богдана Лепкого, 6)

## Навчальні заклади
- Дитячий садок №22 (Богдана Лепкого, 1)
- Дитячий садок №23 (Богдана Лепкого, 13)
- Галицький коледж (корпус №2) (Богдана Лепкого, 4)
- Галицький коледж (корпус №3) (Богдана Лепкого, 12)

## Комерція
- Продуктові та побутові магазини, салони краси, ресторани, аптеки тощо;